# 監督 (插畫家)
監督（日语： Kantoku，1985年3月26日—），日本兵庫縣人（居住在埼玉縣），是一位男性同人誌畫師、插畫家、原畫師，成立同人社團，目前成員為1人。筆名的由來是常被友人開玩笑稱呼為監督（導演）。

## 概要
作品以著色及搭色最為人所稱道，作品量多且質精，為日本80年代後之畫師新銳。多數作品為同人美少女，構圖精細，經常應邀至同人展，多數作品為彩圖插畫，而非漫畫或鉛筆素描。
個人活動多公佈在其社團的網站中，並於網站中展出多數作品或畫冊封面，同人作品通常以為標題，目前已出版至第34集。

## 作品

### 電影
- 《玻璃花與毀壞的世界》（人物原案）

### 電視動畫
- 《One Room》（人物原案）

### 遊戲
- 《angel breath》（戲畫、部分原畫）

- （CUFFS、部分原畫）

- 《夏之雨》（CUBE、部分原畫）

- 《Your diary》（CUBE、原畫）

- 《戀愛少女的笨拙舞台》（CUBE、原畫）

- 《聖潔天使 ～第2風紀委員 少女戰鬥～》（SEGA、原畫）

- 《獻給神明般的你》（CUBE、原畫）

### 插畫
- 《如果有妹妹就好了。》（GAGAGA文庫 、插畫）

- （富士見Mystery文庫，插畫）

- （富士見Mystery文庫 、插畫）

- 《藤森君×××中》（ドラゴンマガジン，插畫）

- 《變態王子與不笑貓》（MF文庫J，插畫）

- 《神曲奏界 沉默歌姬》（GA文庫，插畫）

- 《Qualidea Code 那樣的世界毀掉算了》（MF文庫，插畫）

- 《童話魔法使》（插畫、角色原案）

- 《佐佐木與文鳥小嗶》（插畫、角色原案）

- 《怪人的沙拉碗》（MF文庫，插畫）

### 畫集
- （ISBN 978-4-331-90022-2）

- （ISBN 978-4-0406-6326-5）

## 網站
- （日語） 個人HP 5年目の放課後（页面存档备份，存于）
- （日語） Pixiv頁面 （页面存档备份，存于）
- （日語）twitter （页面存档备份，存于）
- Facebook